# 杉木茂左衛門

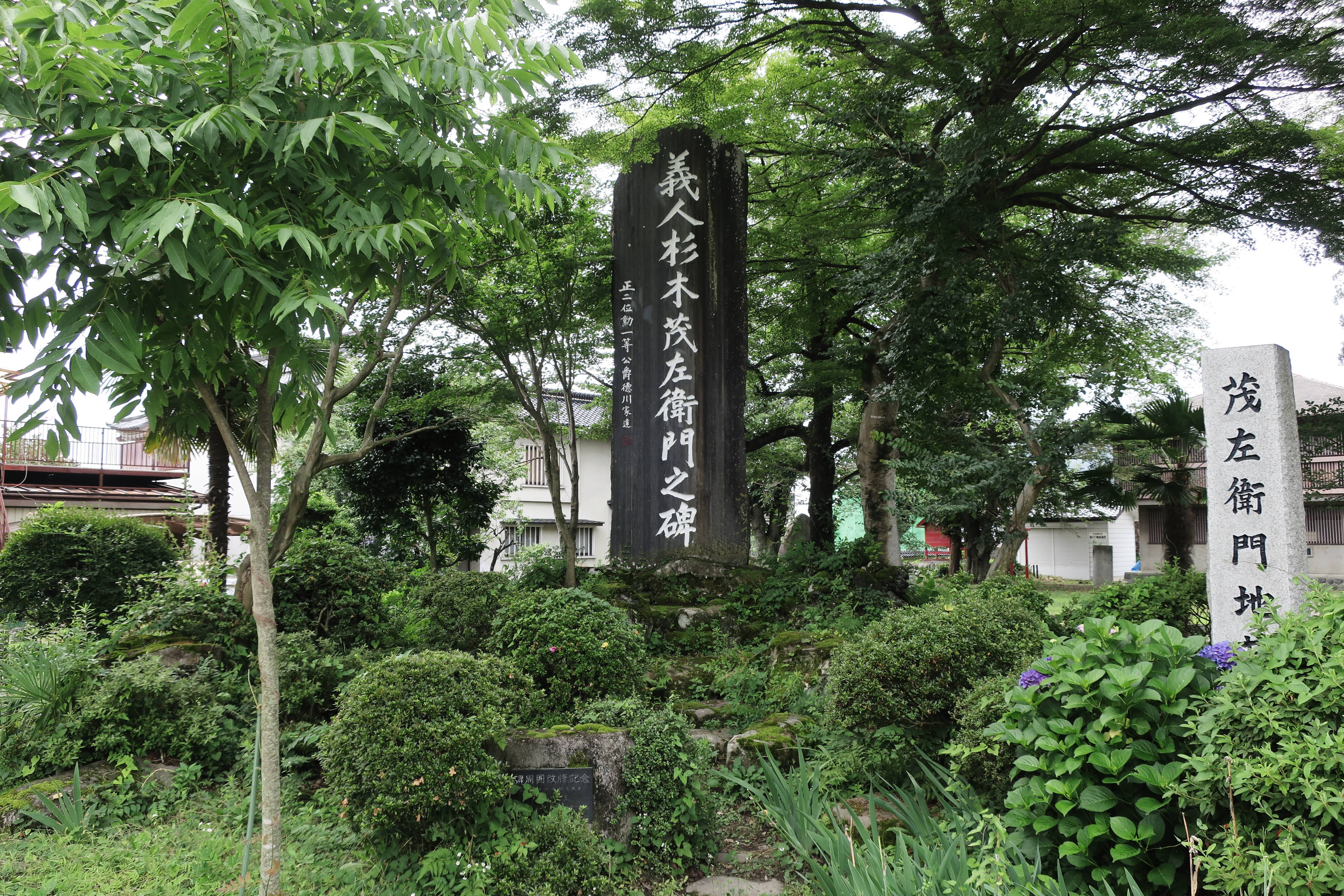
義人杉木茂左衛門之碑（群馬県みなかみ町、茂左衛門地蔵尊千日堂）

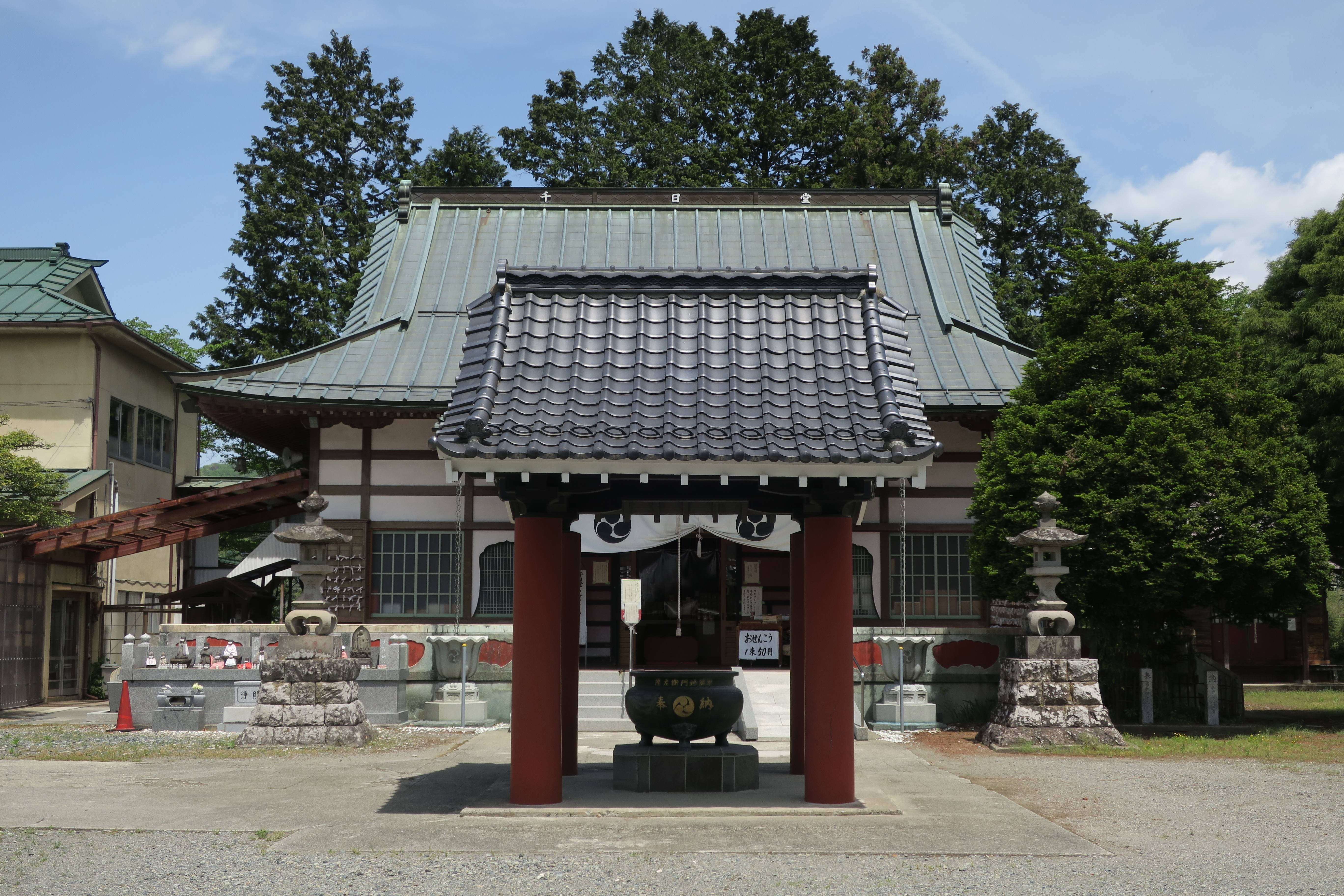
茂左衛門地蔵尊千日堂（群馬県みなかみ町）

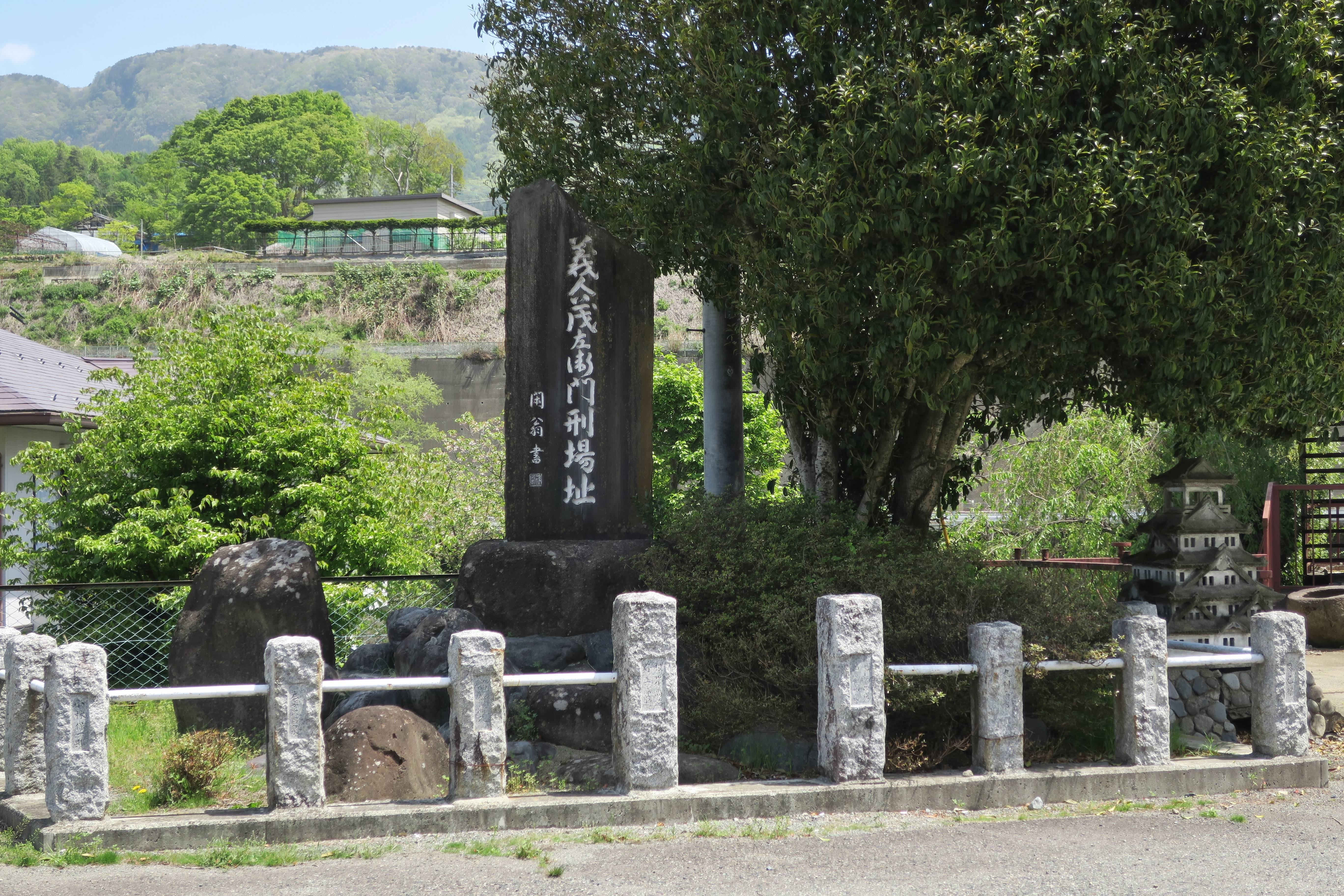
義人茂左衛門刑場址（群馬県みなかみ町）

杉木 茂左衛門（すぎき もざえもん、寛永11年（1634年）？ - 貞享3年（1686年）11月5日）は、江戸時代の義民。上野国利根郡月夜野（群馬県利根郡みなかみ町月夜野）の農民。代表越訴型一揆の代表的存在である。磔 茂左衛門（はりつけ もざえもん）とも呼ばれる。

## 伝承
沼田藩主真田信利は贅沢を好み城郭の改修を行い、寛文元年（1661年）には利根郡、吾妻郡、勢多郡177ヶ村の領地の検地を行い3万石の石高を14万4千石に改め、歳入の増加を図った。さらに川役、網役、山手役、井戸役、窓役、産毛役などの税金を課し、年貢を滞納する者は水牢に入れるなど過酷な取立てを行った。
杉木茂左衛門は利根郡月夜野出身で、嶽林寺の紹寅和尚に教えを受けた農民だった。茂左衛門は沼田領民の窮状を救うため江戸に出て酒井雅楽頭に駕籠訴を試みたが受理されなかった。茂左衛門は一計を案じ、上野寛永寺の寺侍に変装し、板橋の茶屋に東叡山御用と記した文箱に厳重な封をした訴状を入れ、文箱をあえて置き忘れることで、寛永寺貫首輪王寺宮に届けさせることに成功した。宮が訴状を御覧になったため、訴えは徳川綱吉にも伝えられ、沼田領を調査させたところ、果たして茂左衛門の訴状の通りであった。天和元年（1681年）11月22日に真田信利は山形へ配流され、翌年沼田城は破却された。茂左衛門は幕府の処置を見届けるまで他国に潜伏していたが、真田信利改易後に自宅に帰った所小袖坂で捕縛された。貞享3年（1686年）11月5日月夜野竹之下河原で磔刑に処され、妻も打ち首となった。沼田領民は代表者を立て江戸で助命嘆願を行い、茂左衛門の助命が決まり上使が赦免状を携え向かったが、処刑の報に接し井土上村で引き返した。
沼田領民が茂左衛門の菩提を弔うため刑場跡に地蔵尊を建立したのが現在の茂左衛門地蔵である。また月夜野にも堂宇を建立し千日の供養を行ったのが現在の千日堂である。（岡部福蔵『上野人物志』大正14年（1925年））

### 諸説

#### 名字
- 『近世上毛偉人伝』は名前を「齋藤茂左衛門」とする[2]。

#### 他の者の出訴
- 『近世上毛偉人伝』は延宝3年（1675年）5月に師村の伝右衛門、白岩村の三郎右衛門、硯田村の市右衛門、下小川村の七郎左衛門、吾妻郡川戸村の新左衛門、大塚村の長兵衛の6人で酒井雅楽頭に直訴したが効を奏さなかった、とする[2]。
- 田村栄太郎は「沼田領階級闘争史略」及び「上野沼田領主真田伊賀守の菲政と農民愁訴」で青柳源右衛門（伊勢町名主）・六郎兵衛父子、狩野新左衛門（中之条町名主）らが領民に迫られて真田信利に訴え出たところ、入牢、闕所となったとする[3][4]。
- 田村栄太郎は「沼田領階級闘争史略」では利根郡政所村の松井市兵衛も茂左衛門と同時期に出訴し、天和元年（1681年）12月29日に政所村地先利根河原で処刑されたとする[5]。後に「上野沼田領主真田伊賀守の菲政と農民愁訴」では松井市兵衛は真田氏改易後、天和元年12月に幕府目付桜井庄之助に出訴し、12月29日に政所地先利根河原で斬首されたが、出訴のみを理由に斬首されたのではなく、代官配下の者に鉄砲を撃ち掛けたことを理由とする[6]。
- 『農民解放の聖者　磔茂左衛門』では伊勢町の名主青柳源右衛門、加右衛門父子が嘆願したために入牢、財産没収になったとする。天和元年正月に政所村の名主松井市兵衛が出訴したとする[7]。
- 後閑祐次『磔茂左衛門』は政所村名主市兵衛が延宝9年（1681年）正月江戸に上り直訴し天和元年12月29日に政所裏の利根河原で斬首されたとする[8]。

#### 直訴の相手方
- 『桃野村誌』は徳川綱吉ではなく徳川家綱に直訴したとする[9]。
- 『日本及日本人』『義民号』では島田三郎が大正6年（1917年）に吾妻郡中之条町に来た際に聞いた事例として茂左衛門を紹介しており、徳川家綱の時代に名主茂左衛門が老中に告訴したという内容である[10]。

#### 処刑の年月日
- 下の表の通り、処刑された月については11月で一致するものの、処刑年は天和2年（1682年）、同3年（1683年）、貞享3年（1686年）と幅があり、処刑日も1日、5日と15日の3種類がある。

#### 妻子
- 『近世上毛偉人伝』では茂左衛門は出訴の前に妻せつを離縁し、実子茂之助の後見をせつの父に頼むなどして、身内に累が及ばないようにしたとする[2]。
- 『農民解放の聖者　磔茂左衛門』では茂左衛門が磔にされた際、妻と子も打首にされたとする[11]。

#### 状橋地蔵
- 『桃野村誌』では赦免状を携えた使者が井土上字楯沢（現・沼田市井土上町）の土橋に着いたときに処刑の報に接し、この橋で引き返したことから、この橋を状橋と称して地蔵を建立したのが今の状橋地蔵であるとする[9]。『農民解放の聖者　磔茂左衛門』においても同様の話を「一説」として紹介している[12]。
- 後閑祐次『磔茂左衛門』では赦免の使者は服部某という侍で、責任感からその場で割腹し、村人が供養のために建立したのが状橋地蔵であるとする[13]。また『農民解放の聖者　磔茂左衛門』においても「又一説」として役人が自殺したとの話を紹介している[12]。

#### 大法院塚
- 後閑祐次『磔茂左衛門』は茂左衛門の訴状を書いたのは吾妻郡須川村（現・みなかみ町須川）の天台宗駒形山宝蔵寺の住職、大法院六世覚端法印であるとする。覚端は茂左衛門の出訴後に沼田城で取調べを受け、包み隠さず自白したので、塚本舎人が家臣を使って恩田河原（現・沼田市恩田町字上河原）で石子詰めにして惨殺したという。恩田村の人々が覚端を祀ったのが大法院塚であるとする[14]。

### 比較表
| 文献                                                                            | 著者           | 発表年 | 他の者の出訴                                                                                                  | 直訴相手方         | 直訴時期             | 処刑年月日                                | 妻子                     | 赦免使     |
| ------------------------------------------------------------------------------- | -------------- | ------ | --- | ------------------ | -------------------- | ----------------------------------------- | ------------------------ | ---------- |
| 「磔刑茂左衛門」『上州』                                                        | 蘆の屋主人     | 1893   | - | -                  | -                    | -                                         | -                        | -          |
| 『近世上毛偉人伝』                                                              | 高橋周楨       | 1893   | 師村の伝右衛門 白岩村の三郎右衛門 硯田村の市右衛門 下小川村の七郎左衛門 吾妻郡川戸村の新左衛門 大塚村の長兵衛 | 徳川綱吉           | -                    | 天和3年11月                               | 妻子に累が及ばぬよう離縁 | -          |
| 『上毛義人茂左衛門伝』                                                          | 駒形荘吉       | 1895   | | 徳川綱吉           | 天和元年             | -                                         | -                        | -          |
| 『桃野村誌』                                                                    |                | 1910   | - | 徳川家綱           | -                    | -                                         | 妻女斬罪                 | あり       |
| 『沼田義民伝』                                                                  | 藤沢紫紅       | 1912   | - | 徳川家綱、寛永寺宮 | 延宝6年              | 天和2年11月15日                           | 夫婦で処刑               | あり       |
| 『教談磔茂左衛門』                                                              | 野口復堂       | 1915   | | 徳川綱吉           | 延宝8年12月20日      | 貞享3年11月15日                           | 夫妻で処刑               | あり       |
| 『日本及日本人』『義民号』                                                      | 島田三郎       | 1919   | | 徳川家綱の老中     |                      |                                           |                          |            |
| 「義民茂左衛門略伝」『上毛及上毛人』                                            | 千日堂再建委員 | 1922   | - | 徳川綱吉           | -                    | 貞享3年11月5日                            | 妻打首                   | あり       |
| 『上野人物志』                                                                  | 岡部福蔵       | 1925   | - | 徳川綱吉           | -                    | 貞享3年11月5日                            | 妻打首                   | あり       |
| 「沼田領階級闘争史略」『磔茂左衛門』                                            | 田村栄太郎     | 1926   | 青柳源右衛門・六郎兵衛父子、狩野新左衛門 松井市兵衛                                                           | 徳川綱吉           | 延宝8年末            | （戯曲『磔茂左衛門』では貞享3年11月15日） | 妻打首                   | あり       |
| 「上野沼田領主真田伊賀守の菲政と農民愁訴」『封建制下の農民一揆―日本農民一揆録』 | 田村栄太郎     | 1930   | 青柳源右衛門・六郎兵衛父子、狩野新左衛門                                                                      | 徳川綱吉           | 天和元年6月～8月     | 貞享3年11月5日                            | 妻斬罪                   | あり       |
| 『農民解放の聖者 磔茂左衛門』                                                   | 萩原進         | 1949   | 青柳源右衛門・加右衛門父子 松井市兵衛                                                                         | 徳川綱吉           | 延宝8年12月～翌年2月 | 天和3年11月1日                            | 妻子打首                 | あり、自殺 |
| 『磔茂左衛門』                                                                  | 後閑祐次       | 1966   | 松井市兵衛 | 徳川綱吉           | 延宝8年12月～翌年2月 | 天和2年11月5日                            | 妻打首                   | あり、切腹 |

※「磔刑茂左衛門」は新聞『上州』（坂本計三家文書、群馬県立文書館寄託）に連載された小説だが、2齣、62齣しか発見されていないため全貌は不明。
※『沼田義民伝』は藤沢紫紅口述・水沢紫電速記で、『やまと新聞』両野版に連載された「義民茂左衛門」を再録したもので、藤沢の創作。
※「沼田領階級闘争史略」は藤森成吉の戯曲『磔茂左衛門』の素材として提供されたもので、同書に収録されている。

## 考証

### 真田信利の改易の原因
真田信利の改易の原因を、『徳川実紀』は両国橋架け替えのための材木調達の遅延とするが、日頃の身の行いの悪さや、領民を苦使するとの理由も挙げられている。直接直訴の事実に触れている訳ではないが領民の困窮も改易の一因といえる。
上野国沼田城主真田伊賀守信利所領三万石没入せられ。出羽山形に配流し。奥平小次郎昌章に召預らる。是は両国橋構架助役し。をのが封地より橋材を採りけるが。ことの外遅緩せしのみならず。日頃身の行正しからず。家人領民を苦使する聞えあるをもてなり。—『徳川実紀』天和元年11月22日、
『天和日記』でも以下の通り両国橋材木調達の不首尾が改易の最大の理由とされているが、領内の失政も理由として付け加えられている。※〈〉内割注。
一、同〈○天和元年十一月。〉廿三日、真田伊賀守〈○信利。〉義、今度両国橋御材木之義ニ就テ不埒成仕形、其上家中并領内之仕置悪敷段及上聞、重畳不届被思召、依之領地被召上之、伊賀守事松平小次郎〈○奥平昌章。〉江御預ケ、惣領弾正〈○真田信就。〉事浅野内匠頭〈○長矩。〉江御預ケ之旨、昨日評定所ニテ水野右衛門大夫〈○忠春。〉坂本右衛門佐〈○重治。〉両町奉行何茂出座、上意之旨申渡之。—『天和日記』、

### 承応3年・寛文2年・寛文12年検地水帳
茂左衛門の実在を示す同時代資料として承応3年（1654年）、寛文2年（1662年）の「下小川村御検地民図帳」及び寛文12年（1672年）の「月夜野町検地水帳」に「茂左衛門」の名があるが、直訴・処刑の事実や、杉木の姓を明らかにするものではない。以下の通り、茂左衛門の地位についても諸説がある。
- 『教談磔茂左衛門』では、寛文2年の検地帳によれば一町九反六畝二九歩を名請けしているとする。
- 「義民茂左衛門略伝」、『上野人物志』及び「沼田領階級闘争史略」では、寛文2年10月の検地水帳によれば田三段三畝二十三歩、畑一町五段二十四歩、屋敷二段四畝二十九歩を所有するとする[1]。「沼田階級闘争史略」では「富有な農民」としている[18]。
- 「上野沼田領主真田伊賀守の菲政と農民愁訴」では、承応3年検地水帳写に「屋敷　二十四間十二間　九畝歩　齋藤内蔵之介分茂左衛門」、寛文2年水帳に「屋敷六畝八歩内蔵之助■茂左衛門」とあることから、「齋藤の小作人」であって、自作農地があったとしても「貧農」であるとする。また寛文2年水帳では屋敷の上に張紙して十歩を増してあるほか、別に所有者が齋藤か茂左衛門か不明の屋敷があるとする。同年水帳の茂左衛門名義の田畑は「田三反二畝十八歩、畑六反九畝十五歩」で、寛文12年の再検地後の茂左衛門の有租地を「田一畝十二歩、畑七反二畝二十一歩」とする[19]。
- 『農民解放の聖者　磔茂左衛門』では、「当時の古い帳面から調べた茂左衛門の所有していた土地」を「田四反二畝（7筆）、畑一町四反二畝二十歩（17筆）、屋敷二反四畝十七歩（3筆）、合計二町九反七歩」として、茂左衛門は「当時としては上の方」の「地主」であったとする[20]。
- 後閑祐次『磔茂左衛門』では、寛文2年の月夜野町御検地帳の茂左衛門所有土地は以下の通りとする[21]。

　一、田

しも田　　　　　上田　　　　九畝十一歩

あくと　　　　　上田　　　　五畝二十六歩

月よの　川はた　下々田　　　二畝十一歩

日影山　　　　　下田　　　　八畝二十三歩

同　　　　　　　下田　　　　十八歩

せき島　　　　　下々田　　　六畝

後田　　　　　　上田　　　　三畝五歩

　一、畑

日影山　　　　　上畠　　　　三畝十八歩

原　　　　　　　下畠　　　　六畝

同　　　　　　　下々畠　　　六畝十九歩

くろ岩　　　　　同　　　　　三畝十三歩

同　　　　　　　同　　　　　一畝七歩

ほら　　　　　　上畠　　　　一反六畝二十四歩

原　　　　　　　上畠　　　　六畝

大はけ　　　　　下畠　　　　四畝二十歩

くろ岩　　　　　上畠　　　　一反三畝二十歩

同　　　　　　　中畠　　　　四畝

きた　　　　　　上畠　　　　六畝二歩

　一、屋敷

屋敷　　　　　　二十五間半　六畝八歩　斎藤内蔵之介内

　　　　　　　　七間半　　　　　　　　　　茂左衛門

（屋敷文字の上に張り紙）

屋敷　　　　　　二十五間半　壱反三畝十八歩

　　　　　　　　十六間　　　　　　　　　　茂左衛門
- 同書では「屋敷　廿四間半十六間　壱反三畝二歩　斎藤内蔵之介内喜右衛門」という屋敷にも「斎藤内蔵之介内」という肩書があり、喜右衛門の田畑は全部に「斎藤内蔵之介内」と肩書があるため彼は小作人であるとする。他方、茂左衛門の屋敷に「斎藤内蔵之介内」という肩書がついているとしても、田畑に「内」「分」とつかないことから茂左衛門を「小作人でないことは明らか」「村でも中位の百姓」とする。寛文12年月夜野町検地水帳では茂左衛門は畑6筆「七反二畝二十一歩」が有租地となったとする。
- 田原芳雄『実説　茂左衛門　附市兵衛』では、承応3年の下小川村御検地民図帳に「屋敷　二四間×一二間　九畝歩　斎藤内蔵之介事　茂左衛門」、寛文2年の下小川村御検地民図帳には「屋敷　二五間半×一六間　一反三畝一八歩　茂左衛門　　屋敷　二五間半×七間半　六畝八歩　斎藤内蔵之介事　茂左衛門」とあることから、斎藤内蔵之介を茂左衛門と同一人物とみて、茂左衛門は元武士であるとする。なお寛文2年の上記2筆の上には「屋敷　一七間一尺×二七間四寸　一反五畝一九歩　院事　　屋敷　二四間×十六間　一反三畝二歩　斎藤事　〆二反八畝二一歩」との貼り紙がある[22]。

### 現存する訴状

#### 茂左衛門の訴状
茂左衛門の訴状の写しは、利根郡に27通残されているとされる。
『磔茂左衛門一揆の研究』では、そのうち確認できたもの15通を以下のように分類した。
- 差出人名　茂左衛門 1、三郎右衛門 6、三郎左衛門 7、三郎兵衛1
- 宛名　御上様 1、奉行所 2、奉行衆 2、なし 10
- 日付　天和元年3月 1、天和元年6月 1、天和元年 11、なし 2
- 領分　真田伊賀守殿領分 1、真田伊賀守様御領分 6、真田伊賀守様領分 2、真田伊賀守領分 6
- 転写時　天保12年 1、嘉永4年 1、安政7年 1、万延元年 1、不明 11（近世前期と推定できるものもある）

「茂左衛門」名義の写本は後閑祐次『磔茂左衛門』及び『磔茂左衛門一揆の研究』に文面が、『実説　茂左衛門　附市兵衛』に影印がある。後閑祐次『磔茂左衛門』は「天和元辛酉正月」（著者所蔵本）、『磔茂左衛門一揆の研究』は「天和元辛酉六月」（後閑縫之助家文書）、『実説　茂左衛門　附市兵衛』は「天和元年酉正月」とある。
「三郎右衛門」名義の写本は「上野沼田領主真田伊賀守の菲政と農民愁訴」に1通、『磔茂左衛門一揆の研究』に2通、「三郎左衛門」名義の写本は『群馬県史 第2巻』に1通それぞれ文面が掲載されている。
「三郎右衛門」の名前について、「上野沼田領主真田伊賀守の菲政と農民愁訴」は「偽名で訴へたのが真で、口碑に残つて居る。」、後閑祐次『磔茂左衛門』は「転写の際茂左衛門の名を避けて三郎右衛門としたのであろう」とする。

#### 市兵衛の訴状
政所村の松井市兵衛の訴状は「上野沼田領主真田伊賀守の菲政と農民愁訴」、後閑祐次『磔茂左衛門』、『磔茂左衛門一揆の研究』及び『群馬県史 第2巻』に文面が、『実説　茂左衛門　附市兵衛』に影印が掲載されている。
日付は「天和元年辛酉正月何日」とあるが、天和への改元は延宝9年9月29日なので、あり得ない日付である。宛先は「庄之助様」とあるが、真田信利改易後に沼田に派遣された幕府の目付桜井庄之助勝政（正）であるとみられる。『徳川実紀』天和元年11月28日に「使番桜井庄之助勝正。小姓組頭伊東刑部左衛門政泰。上野国沼田の目付仰付けられいとま給ふ。」とある。
松井市兵衛については、「天和元年酉　花隣浄蓮居士之位　十二月廿九日」裏に「松井市兵衛　伊賀守様ニ付ヲハル」とある位牌が存在する。
松井市兵衛の出訴について「沼田領階級闘争史略」及び後閑祐次『磔茂左衛門』は延宝8年末～9年初とする。他方で、「上野沼田領主真田伊賀守の菲政と農民愁訴」、『磔茂左衛門一揆の研究』、『実説　茂左衛門　附市兵衛』は「正月」とあるのが誤りで、実際の提出は天和元年末とする。『磔茂左衛門一揆の研究』では「（桜井庄之助）勝政が沼田と関わるのは11月28日に命令されてからであり、それ以前に沼田領内の農民が接触することは考えられない。」と述べている。

#### 幕府目付ら宛の訴状
『磔茂左衛門一揆の研究』には天和元年12月下旬の日付のある、窮状を訴え救助を請う幕府目付ら宛の訴状が3通挙げられている。また年紀を欠く訴状1通を天和元年のものと推定している。

#### 天和3年の再検地願
沼田城破却後、天和3年3月に複数の願書が提出された。
1. 吉右衛門（生越村）、助右衛門（川場村）、十左衛門（白岩村）、市右衛門（硯田村）、市太夫（間庭村）、新左衛門（上川田村）、市郎左衛門（吾妻大塚村）、加右衛門（伊勢町）[注釈 5][39][40][41][42][43]
2. 伝左衛門（師村）、三郎右衛門（白岩村）、市右衛門（硯田村）、十兵衛（新巻村）、七郎左衛門[注釈 6]（下小川村）、新左衛門[注釈 7]（吾妻川戸村）、長三郎（同大塚村）[9][39][40][41][44]
3. 六郎左衛門（老神村）[注釈 8]、三郎左衛門（恩田村）、伝左衛門（下沼田村）、甚右衛門（戸鹿野）、治兵衛（川場村[注釈 9]）、拾二人（吾妻）[注釈 10][41][45]

これらは真田信利の寛文検地が大石古木の下を田畑から除かず検地をしたものであったことを挙げ、適正な検地を要求する内容である。2．の訴状については『近世上毛偉人伝』で茂左衛門に先んじて出訴した6人と名前と村が一致、あるいは類似している。3．の訴状に現れる「六郎左衛門」は出訴の罪により処刑されたとの伝承がある。
『磔茂左衛門一揆の研究』では天和2年10月以降の再検地を願う訴状を他にも挙げている。

### 丑木幸男『磔茂左衛門一揆の研究』における検討

#### 佐倉宗吾・高梨利右衛門伝承との類似
佐倉宗吾伝承との類似点として、幕閣への駕籠訴（宗吾は久世大和守、茂左衛門は酒井雅楽頭に駕籠訴）、寛永寺との関係（宗吾は寛永寺に参詣する家綱に直訴、茂左衛門は寛永寺の文箱使用）、故郷での捕縛といったものが指摘される。
明治17年刊行の小室信介『東洋義人百家伝』（初帙の書名は『東洋民権百家伝』）に、高梨利右衛門が代官所や老中への訴を行ったが失敗したため、葵の紋を描いた桐箱を用意し、これに嘆願書を入れ上野の茶店に置き忘れることで、町奉行所に届け出させたという逸話がある。
以上より、丑木は茂左衛門の伝承が両者の伝承に強く影響を受けて形成されたものであるとする。

#### 磔茂左衛門一揆の実像について
丑木は上述のような議論を前提に「明確な資料に基づいて結論を出せる段階ではないが」としつつも、以下のような一応の結論を提示している。
1. 茂左衛門の訴状は近世に転写されたものであり、茂左衛門という農民が訴状を提出したという事実は認められる。
2. 記載された日付が天和元年のみであることからすれば、天和元年の9月29日以後の作成といえる。
3. 天和元年の訴状は、茂左衛門、三郎右衛門、市兵衛ほか4通があるが、その文面や要求面では茂左衛門と三郎右衛門、市兵衛と1通が類似するのみで、ほか3通は共通性のないものであった。このことから一部は合議や影響があったにせよ、自然発生的に複数の訴状提出があったとみる。
4. 真田信利改易後活発に訴状提出が行われた事実が認められることからすれば、茂左衛門が訴状を提出したのは真田信利改易後、目付や代官に対して行われた訴願行為の一つとしてであるとする。また、改易後の訴願に対する処罰も考えられないとする。

## 年表

### 江戸時代
- 正保元年（1644年）？[注釈 11] - 茂左衛門生まれる（『教談磔茂左衛門』）。
- 承応2年（1653年） - 下小川村（後の小川新町、月夜野町）が開かれる[51]。
- 承応3年（1654年） - 「下小川村御検地民図帳」に「茂左衛門」の名が現れる。
- 明暦2年（1656年） - 真田信利が沼田城主となる。
- 万治元年（1658年） - 真田信之が死去。沼田藩の独立。
- 万治2年（1659年） - 高貞院（真田信利の姉）が下小川村に居住[52]。
- 寛文2年（1662年） - 沼田藩総検地を実施。14万4千余石。「下小川村御検地民図帳」に「茂左衛門」の名が現れる。
- 寛文9年（1669年） - 高貞院（長姫）が千種三位に嫁ぎ、下小川村を去り京都へ旅立つ[53]。
- 寛文12年（1672年） - 「月夜野町検地水帳」に「茂左衛門」の名が現れる。
- 延宝8年（1680年）
  - 5月8日 - 徳川家綱死去。徳川綱吉が後継者となり、8月に将軍就任。
  - 12月9日 - 酒井忠清大老辞任。
  - 12月～翌年1月？ - 茂左衛門直訴（『教談磔茂左衛門』、「沼田領階級闘争史略」、『農民解放の聖者　磔茂左衛門』、後閑祐次『磔茂左衛門』）、松井市兵衛直訴（「沼田領階級闘争史略」、後閑祐次『磔茂左衛門』）。
- 延宝9／天和元年（1681年）
  - 5月13日 - 徳川綱吉就任に伴う巡見使（使番有馬宮内則故、書院番駒井右京親行、岡田三太夫善紀）が沼田領に入る。同15日に真田信利と面会、16日に前橋に向かう[54]。
  - 6月～8月？ - 茂左衛門直訴（「上野沼田領主真田伊賀守の菲政と農民愁訴」）。
  - 9月29日 - 延宝から天和へ改元。
  - 11月22日 - 真田信利が改易され、山形へ配流（『徳川実紀』）。
  - 12月6日 - 幕府目付桜井庄之助勝政・伊東刑部左衛門政泰が沼田城に到着[55][56]。
  - 12月6日～29日？ - 松井市兵衛直訴（「上野沼田領主真田伊賀守の菲政と農民愁訴」、『磔茂左衛門一揆の研究』、『実説　茂左衛門　附市兵衛』）。
  - 12月29日 - 松井市兵衛位牌の没年月日。
- 天和2年（1682年）
  - 1月 - 沼田城破却。
  - 11月5日？ - 茂左衛門処刑（後閑祐次『磔茂左衛門』）。
  - 11月15日？ - 茂左衛門処刑（『沼田義民伝』）。
- 天和3年（1683年）
  - 3月 - 適正な検地を要求する訴状が複数提出。
  - 11月？ - 茂左衛門処刑（『近世上毛偉人伝』）。
  - 11月1日？ - 茂左衛門処刑（『農民解放の聖者　磔茂左衛門』）。
- 貞享元年（1684年） - 沼田領再検地開始。
- 貞享3年（1686年） - 再検地を終える。6万4千余石。貞享水帳作成。貞享水帳には「茂左衛門」の名は無い。
  - 11月5日？ - 茂左衛門処刑（「義民杉木茂左衛門略伝」、『上野人物志』、「上野沼田領主真田伊賀守の菲政と農民愁訴」）。
  - 11月15日？ - 茂左衛門処刑（『教談磔茂左衛門』）。
- 元禄15年（1702年）？ - 千日堂建立（『近世上毛偉人伝[2]』）。
- 享保14年（1729年） - 沼田の豪商、須田加賀八が念仏堂（千日堂）に土地を寄進[57]。
- 元文3年（1738年） - 月夜野町の大火で千日堂が焼け残ったとの記録があるため、これ以前に「千日堂」の呼び名があったと分かる[58]。

### 近代以後
- 明治26年（1893年） - 新聞『上州』に蘆の屋主人「磔刑茂左衛門」という小説が連載。高橋周楨『近世上毛偉人伝』に「齋藤茂左衛門」として記載。
- 明治28年（1895年） - 駒形荘吉『上毛義人茂左衛門伝』岡本活版所から発行。
- 明治43年（1910年） - 『桃野村誌』に記載。
- 大正元年（1912年） - 藤沢鍵次郎（紫紅）『沼田義民伝』（『やまと新聞』両野版に掲載された「義民茂左衛門」の再録）出版。
- 大正4年（1915年） - 野口復堂『教談磔茂左衛門』刊行。
- 大正8年（1919年） - 『日本及日本人』秋期臨時増刊『義民号』で島田三郎により紹介。
- 大正10年（1921年）12月 - 千日堂再建。茂左衛門地蔵を月夜野橋河畔から移す[59]。
- 大正11年（1922年） - 『上毛及上毛人』第68号に「義民茂左衛門略伝」掲載。
- 大正14年（1925年） - 『上野人物志』に記載。
- 大正15年（1926年） - 藤森成吉が戯曲『磔茂左衛門』を執筆、6月19日に松竹座で上演。
- 昭和5年（1930年） - 田村栄太郎『封建制下の農民一揆―日本農民一揆録』刊行。
- 昭和24年（1949年） - 萩原進『農民解放の聖者　磔茂左衛門』刊行。
- 昭和41年（1966年） - 後閑祐次『磔茂左衛門』刊行。
- 昭和46年（1971年） - 千日堂再々建。

## その他
- 群馬県の郷土かるた「上毛かるた」にて、"て"の札「天下の義人 茂左衛門」として読み継がれている[60][61]。
- みなかみ町の月夜野交番隣の民家に「義人茂左衛門屋敷跡」の看板が立っており、Google ストリートビューで2021年10月撮影分までその存在が確認できるが[62]、次版の2024年9月撮影分において建物の建て替えにより失われたことが確認できる[63]。